# Hara longissima
Hara longissima es una especie de peces de la familia Sisoridae en el orden de los Siluriformes.

## Hábitat
Es un pez de agua dulce y de clima tropical.

## Distribución geográfica
Se encuentran en Asia: Birmania.